# 1942 en football canadien
Chronologie
Saison précédente Saison suivante
1942 est la 58e saison depuis la fondation de la Canadian Rugby Football Union en 1884.

## Événements
La Interprovincial Rugby Football Union et la Western Interprovincial Football Union sont inactives à cause de la guerre. Dans l'Est, la Eastern Rugby Football Union prévoit poursuivre ses activités, mais le retrait définitif des Argonauts de Toronto en août force la suspension de la ligue,. L'Ontario Rugby Football Union reste en opération, et des ligues régionales se mettent en place à Ottawa et à Winnipeg, dans lesquelles évoluent respectivement les Rough Riders et les Blue Bombers. N'ayant pas d'adversaires dans leur région, les Blue Bombers divisent leur équipe en deux : les civils prennent le nom de Bombers de Winnipeg tandis que les militaires s’appellent les Winnipeg RCAF Flyers ; l'université du Manitoba se joint à eux pour former une ligue à trois équipes. Pour les éliminatoires, une équipe combinant les meilleurs joueurs est créée sous le nom de RCAF Bombers de Winnipeg.
Des équipes représentant les Forces armées et regroupant plusieurs joueurs d'expérience maintenant sous les drapeaux sont formées et sont considérées les plus puissantes du pays.

## Classements
Les deux ligues majeures, la WIFU et l'IRFU, sont inactives. 

### Ligues provinciales et régionales
| Clt   | Équipe                         | PJ | V | D  | N | BP  | BC  | Pts |
| ----- | ------------------------------ | -- | - | -- | - | --- | --- | --- |
| +001, | RCAF Hurricanes de Toronto     | 10 | 8 | 1  | 1 | 180 | 61  | 17  |
| +002, | Balmy Beach de Toronto         | 10 | 7 | 3  | 0 | 125 | 89  | 14  |
| +003, | Wildcats de Hamilton           | 10 | 6 | 4  | 0 | 119 | 76  | 12  |
| +004, | HMCS York Bulldogs de Toronto  | 10 | 5 | 4  | 1 | 94  | 44  | 11  |
| +005, | Indians de Toronto Oakwood     | 10 | 3 | 7  | 0 | 66  | 113 | 6   |
| +006, | Panthers de Kitchener-Waterloo | 10 | 0 | 10 | 0 | 21  | 222 | 0   |

| Clt   | Équipe                       | PJ | V | D | N | BP | BC | Pts |
| ----- | ---------------------------- | -- | - | - | - | -- | -- | --- |
| +001, | RCAF Uplands Riders d'Ottawa | 3  | 3 | 0 | 0 | 44 | 14 | 6   |
| +002, | Rough Riders d'Ottawa        | 3  | 1 | 2 | 0 | 12 | 22 | 2   |
| +003, | Ottawa Civil Service         | 2  | 0 | 2 | 0 | 8  | 28 | 0   |

| Clt   | Équipe                             | PJ | V | D | N | BP | BC  | Pts |
| ----- | ---------------------------------- | -- | - | - | - | -- | --- | --- |
| +001, | Bombers de Winnipeg                | 6  | 4 | 1 | 1 | 93 | 30  | 9   |
| +002, | RCAF Flyers de Winnipeg            | 5  | 3 | 1 | 1 | 60 | 42  | 7   |
| +003, | Bisons de l'université du Manitoba | 5  | 0 | 5 | 0 | 25 | 106 | 0   |

## Séries éliminatoires

### Finale de la ligue de Winnipeg
- 31 octobre : Bombers de Winnipeg 14 - RCAF Flyers de Winnipeg 18
- 3 novembre : RCAF Flyers de Winnipeg 11 - Bombers de Winnipeg 20

Les Bombers de Winnipeg remportent la série 34-29

### Finale de l'Ouest
- 7 novembre : Regina Navy[10] 6 - RCAF Bombers de Winnipeg[11] 13

Les RCAF Bombers de Winnipeg passent au match de la coupe Grey.

### Demi-finale de l'Est
- 25 novembre : Balmy Beach de Toronto  0 - RCAF Hurricanes de Toronto  24

### Finale de l'Est
- 28 novembre : RCAF Uplands Riders d'Ottawa 13 - RCAF Hurricanes de Toronto 18

Les RCAF Hurricanes de Toronto passent au match de la coupe Grey.

### 30eCoupe Grey
- 5 décembre : Les RCAF Hurricanes de Toronto gagnent 8-5 contre les RCAF Bombers de Winnipeg au Varsity Stadium à Toronto (Ontario).

## Honneurs individuels
- Trophée Jeff-Russel (courage, habileté, jeu propre et esprit sportif dans l'IRFU) : non-attribué, Seconde Guerre mondiale